# Josef Škvorecký
Josef Škvorecký (27. září 1924 Náchod – 3. ledna 2012 Toronto) byl česko-kanadský spisovatel-prozaik, esejista, překladatel a exilový nakladatel, spolu s manželkou Zdenou Salivarovou zakladatel exilového nakladatelství ’68 Publishers v Torontu.

## Životopis

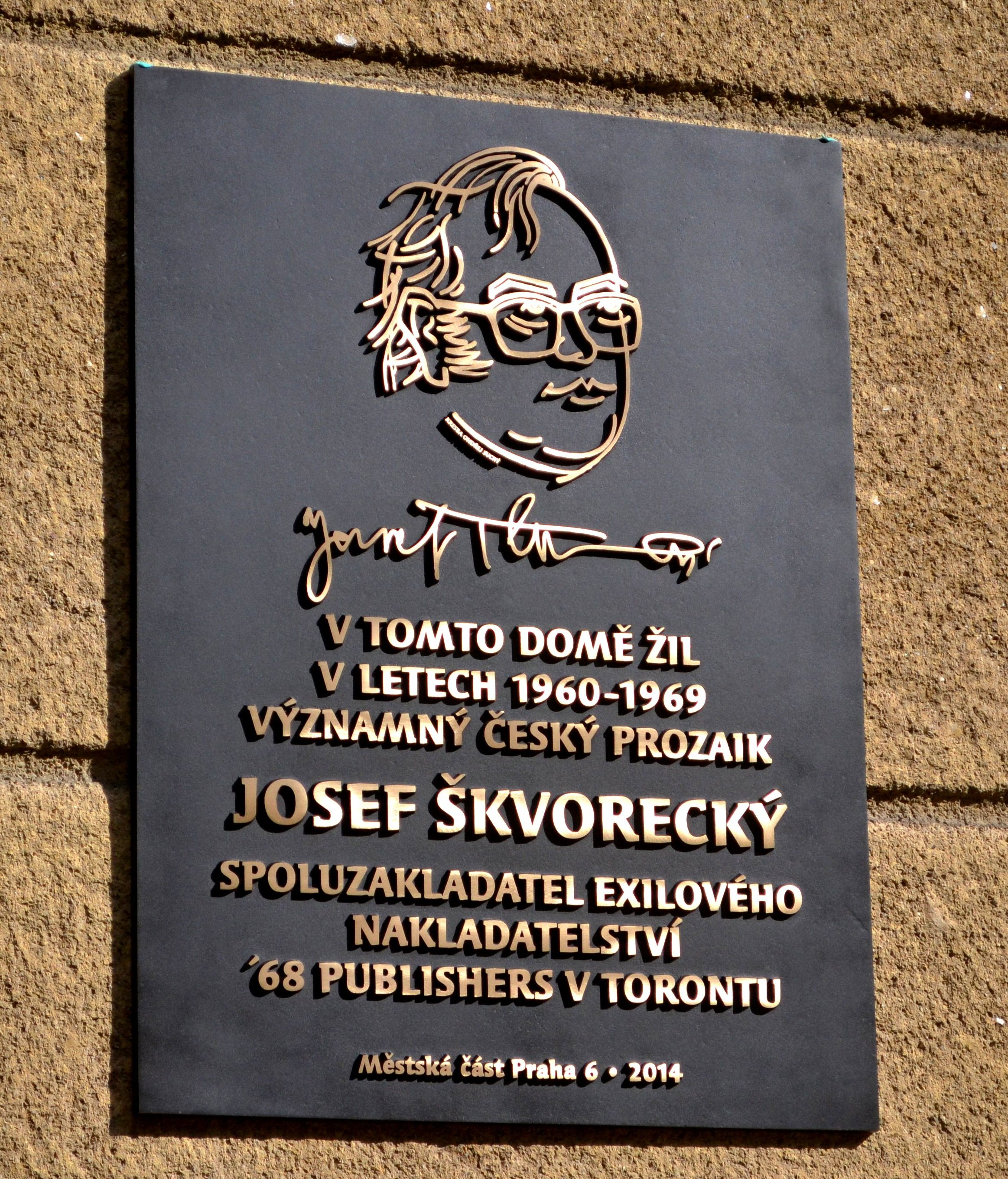
Pamětní deska v Praze 6 na Břevnově

Dětství prožil v Náchodě. Otec byl bankovní úředník, ale angažoval se i jako náčelník místní sokolské organizace a jako správce sokolského kina. Po maturitě na gymnáziu v Náchodě 1943 byl totálně nasazen jako pomocný dělník v náchodské továrně Metallbauwerke Zimmermann und Schling a později v Novém Městě nad Metují, koncem války pak ještě v přádelně firmy Bartoň v Náchodě. Na univerzitu mohl nastoupit až po skončení války, kdy byly vysoké školy zase otevřeny. Nejprve krátce studoval na Lékařské fakultě Univerzity Karlovy v Praze, pak 1946 přestoupil na filozofickou fakultu – obor angličtina a filosofie, absolvoval v roce 1949. Na umístěnku působil jako učitel na středních školách v Broumově a Polici nad Metují a Vyšší sociální škole v Hořicích v Podkrkonoší. Roku 1951 získal doktorát (prací Thomas Paine a jeho vztah k dnešku) a nastoupil dvouletou vojenskou službu.
Po návratu z ní roku 1953 nastoupil jako redaktor angloamerické redakce Státního nakladatelství krásné literatury a umění (SNKLU, pozdější Odeon). V letech 1953–1960 bydlel v ulici Na Březince 1159/13 na pražském Smíchově. V roce 1956 nastoupil jako redaktor dvouměsíčníku Světová literatura, v letech 1957–1958 jako zástupce šéfredaktora. Po politickém skandálu následujícím vydání jeho prvního románu Zbabělci roku 1958 musel redakci opustit, ale mohl se vrátit do angloamerického oddělení SNKLU. Téhož roku se oženil se svou přítelkyní Zdenou Salivarovou.
Spisovatelem ve svobodném povolání se stal roku 1963. Vedle jiných aktivit je spjat i se začátky cimrmanologie, v prvních seminářích je zmiňován jako „prezident Společnosti pro rehabilitaci osobnosti a díla českého myslitele Járy da Cimrmana“. V lednu 1969 se stal předsedou redakční rady měsíčníku Plamen. Ještě v témže roce odjel do USA, tam nejprve přednášel na Cornellově univerzitě v Ithace (New York), v létě absolvoval stipendijní pobyt na Kalifornské univerzitě v Berkeley.
Po zastavení příprav vydání knihy Tankový prapor v Československu se spolu s manželkou Zdenou rozhodl zůstat v exilu a usadil se v Torontu, kde mu byla nabídnuta profesura. V letech 1969–1990 na tamější univerzitě vyučoval – vedl kurz současného českého divadla a filmu, kurzy anglické a americké literatury a od roku 1970 kurzy tvůrčího psaní, na Graduate Centre for Study of Drama Torontské univerzity také vyučoval dějiny a teorii filmu. Od sedmdesátých let pohostinsky přednášel na mnoha severoamerických univerzitách. V roce 1971 společně s manželkou Zdenou založil nakladatelství ’68 Publishers, které se zařadilo mezi přední československá, nejen exilová, nakladatelství. V něm do počátku 90. let vydával české exilové autory a v Československu zakázaná díla (do roku 1993 vyšlo celkem 227 titulů). V roce 1978 byl společně se svojí ženou zbaven československého státního občanství.
Jeho dílo bylo přeloženo do mnoha jazyků, od konce 70. let se těší značného ohlasu zejména v Severní Americe. V roce 1980 mu byla na Oklahomské univerzitě udělena Neustadtská mezinárodní cena za literaturu. Roku 1990 byl společně se Zdenou Salivarovou poctěn Řádem Bílého lva za zásluhy o českou literaturu ve světě.
Manželé Škvorečtí žili společně v Torontu, po listopadu 1989 mohli začít navštěvovat svou rodnou zemi, v posledních letech mj. i trávili zimy na Floridě.

### Společnost, škola, cena
- 1989 – Společnost Josefa Škvoreckého – založena (Václavem Krištofem)
- 1993 – Soukromé gymnasium Josefa Škvoreckého
1998 – Vyšší odborná škola tvůrčího psaní Josefa Škvoreckého
2000 – Literární akademie (Soukromá vysoká škola Josefa Škvoreckého)[4]

škola od roku 2007 uděluje:
- Cenu Josefa Škvoreckého
  - její studentská část navazuje na Cenu Dannyho Smiřického

## Dílo

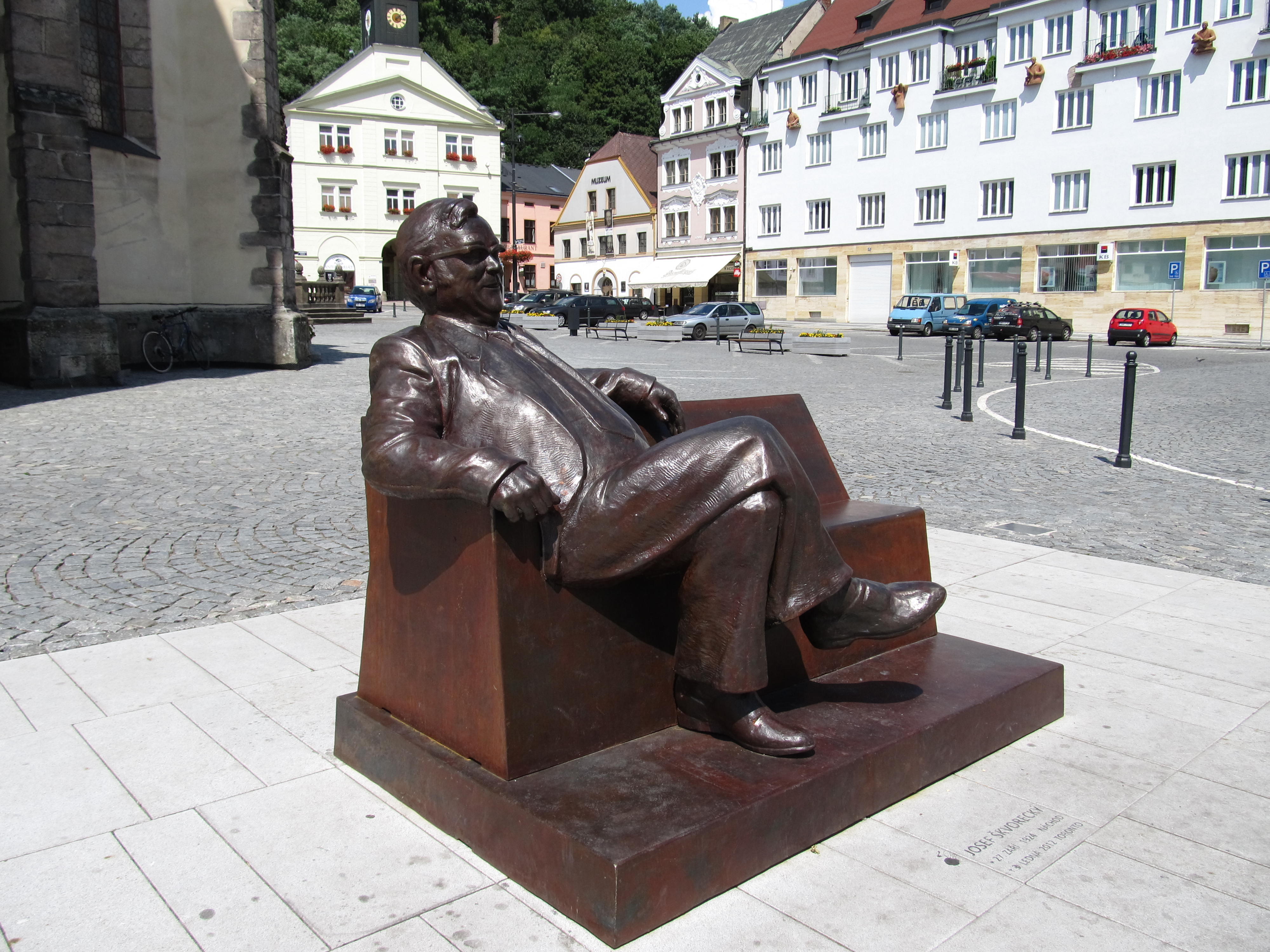
Litinová socha Josefa Škvoreckého na Masarykově náměstí v Náchodě

Do literatury vstoupil poezií s prvky civilismu a povídkami. Ohlas však vzbudili až Zbabělci, první část pentalogie s autorovým alter-egem Dannym Smiřickým coby hlavní postavou. Tato je nejvýraznější Škvoreckého literární počin – podává ucelené svědectví o české společnosti od 2. světové války po autorovy zkušenosti z exilu (další části: Tankový prapor, Prima sezóna, Mirákl a Příběh inženýra lidských duší). Významná je i Škvoreckého překladatelská činnost. Překládal a doslovy opatřoval díla předních moderních amerických autorů – Chandlera, Hemingwaye, Faulknera, Lewise, Jamese aj.
Jeho první články vyšly roku 1945 v „kulturním oběžníku“ SČM Slovo má mladý severovýchod, od roku 1955 pak v mnoha dalších časopisech – Host do domu, Krásná literatura, Literární noviny, Klub čtenářů, Květen (úryvek ze Zbabělců), Plamen (na pokračování Nápady čtenáře detektivek, kapitoly z Tankového praporu), Červený květ (Ostrava, na pokračování Bassaxofon), Kultura, Slovenské pohľady (Bratislava), Kulturní tvorba, Repertoár malé scény, Taneční hudba a jazz, Divadelní noviny, Knižní kultura, Květy, My, Sešity pro mladou literaturu, Trn, Orientace, Literární listy, Listy (Dopisy z Kanady a Dopisy z Ameriky, 1969), Svět práce (pokračování Dopisů z Kanady a Dopisů z Ameriky, 1969–70) a další. Ve Světové literatuře překlady, medailony a recenze s ukázkami z angloamerické literatury, a od 1961 rozsáhlejší eseje. Od 1970 psal prózy, kritiky a eseje do exilových periodik: Listy (Řím), Nový domov (Scarborough, Kanada), Proměny (New York), Svědectví (Paříž), Telegram (Edmonton), Zpravodaj (Curych) a dalších. Byl členem redakční rady dvouměsíčníku Západ (Ottawa). Z jinojazyčných periodik publikoval v Toronto Star, World Literature (Oklahoma), Canadian Forum (Toronto), Index of Censorship (Londýn), Canadian Fiction Magazine (Ottawa), The New Republic (New York), Canadian Literature, New York Times Book Review, The Idler, New York Review of Books, Globe and Mail (Toronto) a dalších. Od roku 1990 publikoval v českých Lidových novinách, Literárních novinách, Respektu, Divadelních novinách, Kritickém sborníku, Iluminaci, Revolver Revui a dalších. Jeho odborné texty o angloamerické literatuře byly zařazeny do strojopisného sborníku Život je všude (1956, editor Jiří Kolář, Josef Hiršal pod pseudonymem Josef Pepýt) a do samizdatových sborníků Jakémusi Alexandru K. (Petlice 1979) a Hlasy nad rukopisem Českého snáře (1981). Pod titulem Nápady jednoho z publika byly vydány jeho příspěvky z Divadelních novin (1967–1968). V roce 1955 napsal společně s Lubomírem Dorůžkou a Ludvíkem Švábem pro soubor Pražský dixieland zájezdovou revui Opravdu blues.
Od 1962 účinkoval v text-appealech v pražské Redutě a v divadle Paravan texty Ze života lepší společnosti a Ze života socialistické společnosti, podle nich vznikla také inscenace Střídání stráží v K. Satirického divadla Večerní Brno (1966, režie Evžen Sokolovský). Báseň Nezoufejte! uvedla pražská Viola v režii Evalda Schorma. Prózy Eine kleine Jazzmusik, Bebop Richarda Kambaly, Dobře prověřená Lizetka a Píseň zapomenutých let inspirovaly pořad Hořkej jazz v Divadle S.K. Neumanna (1990, režie Karel Urbánek). Divadelní adaptace Mirákl pro studentské divadlo DISK (1991, dramatizace J. Hančil, P. Hruška, Katarzyna Wrzosek, Jiří Seydler). V letech 1965–1968 moderoval společně se svým přítelem Lubomírem Dorůžkou rozhlasovou hitparádu Šest na lenošce. Napsal předmluvy, poznámky či doslovy ke knihám vydavatelství ’68 Publishers a Poezie mimo domov. V české redakci rozhlasové stanice Hlas Ameriky recenzoval novinky beletristické a politické literatury vydané v angličtině. Je také autorem anglicky psané hry The new men and women (kanadské stanice CBC 1977, SRN 1978).
Podle jeho próz či námětů vzniklo mnoho scénářů k filmům, jako Farářův konec (1968, režie Evald Schorm), Zločin v šantánu (spolupráce na scénáři Jiří Suchý, režie Jiří Menzel – zde Škvorecký také ztvárnil malou roli soudce), Flirt se slečnou Stříbrnou (scénář se Zdeňkem Mahlerem, režie Václav Gajer), Tankový prapor (scénář Radek John, režie Vít Olmer). Pro Československou, po roce 1993 Českou televizi napsal středometrážní Revui pro banjo (1963, režie Zdeněk Podskalský), seriál Vědecké metody poručíka Borůvky (1967, režie Pavel Blumenfeld) a inscenaci Poe a vražda krásné dívky (1996, režie Viktor Polesný). Pod pseudonymem Josef Benda napsal společně s Lubomírem Dorůžkou libreto pro Český rozhlas k operetě Zmatek kolem Lydie.
V roce 1990 se přihlásil ke spoluautorství knih vydaných pod jménem Jana Zábrany: Vražda pro štěstí, Vražda se zárukou, Vražda v zastoupení, Táňa a dva pistolníci a k autorství překladu knihy Warrena Millera Prezydent krokadýlů. Na toto poslední prohlášení reagoval Patrik Ouředník ve dvou článcích v Revolver revue, Prezydent, nebo Krokadýl?  a Čisté víno ); články vyvolaly táhlou polemiku v literárních kruzích. Poslední rešerše dávají, zdá se, Ouředníkovi za pravdu.